# Llanfrothen
Llanfrothen est un village et une communauté du Gwynedd, au pays de Galles.

## Géographie
Llanfrothen est situé dans le nord du Gwynedd, près de l'estuaire de la Dwyryd (en), à 8 km au nord-est de la ville de Porthmadog.
La communauté de Llanfrothen comprend aussi les villages et hameaux de Croesor (en), Garreg (cy) et Rhyd (en).

## Démographie
Au recensement de 2011, la communauté de Llanfrothen comptait 437 habitants.